# Nemapogon hispanica
Nemapogon hispanica är en fjärilsart som beskrevs av Petersen och Reinhardt Gaedike 1992. Nemapogon hispanica ingår i släktet Nemapogon och familjen äkta malar.
Artens utbredningsområde är Spanien. Inga underarter finns listade i Catalogue of Life.